# Kep (Stadt)
Kep (Khmer: កែប, Transkription: Kêb, IPA: [kaːe̯p]) ist eine Stadt in Kambodscha und Hauptstadt der gleichnamigen Provinz Kep. Im Jahre 2008 hatte die Stadt 12.705 Einwohner. Die Stadt Kep bildet einen von zwei Bezirke der Provinz und gliedert sich wiederum in zwei Kommunen: Sangkat Kaeb und Sangkat Prey Thum.
Kep hat einen direkten Zugang zum Golf von Thailand und ist eine der bekanntesten Küstenstädte Kambodschas. Kep liegt nur wenige Kilometer westlich der vietnamesischen Grenze. Eine gut ausgebaute Straße verbindet die Stadt mit Kampot, der Hauptstadt der umliegenden gleichnamigen Provinz.

## Geschichte
Lange Zeit war Kep das wichtigste Seebad des Landes. Viele der Kolonialbauten wurden während der Herrschaft der Roten Khmer zerstört. Durch den wieder aufkommenden Tourismus in Kambodscha blüht die Stadt langsam wieder auf und ist heute wieder eine viel besuchte Küstenstadt. Besonders beliebt ist der breite, durch Aufschüttung von Sand künstlich erweiterte Strand in direkter Nähe zum Ortskern.

## Sehenswürdigkeiten
Kep ist berühmt für seine Krabben, diesen wurden eigens ein im Meer stehendes Monument in Form einer überdimensionalen Krabbe gewidmet.
Von Bedeutung ist auch der lokale Fisch- und Krabbenmarkt, der sowohl touristisch als auch wirtschaftlich von Bedeutung ist.
Etwas außerhalb befindet sich der Kep National Park mit einem 8 km langen Rundweg.
Von Kep aus sind 3 vorgelagerte kleine Inseln per Fähre erreichbar:
- Koh Tonsay (Kanincheninsel)
- Koh Pou (Würgefeigeninsel)
- Koh Svay (Mangoinsel)